# Cloud 9 (película de 2014)
Cloud 9 es una película Original Disney Channel de 2014, dirigida por Paul Hoen y protagonizada por Dove Cameron y Luke Benward.
La película se ambienta en el mundo del Snowboarding de competencia.
La película se estrenó en Estados Unidos el 17 de enero de 2014 por Disney Channel.

## Reparto
- Dove Cameron como Kayla Morgan.
- Luke Benward como Will Cloud.
- Kiersey Clemons como Skye Sailor.
- Mike Manning como Nick Swift.
- Dillon Lane como Burke Brighton.
- Carlon Jeffery como Dink.
- Andrew Caldwell como Sam.
- Patrick Fabian como Richard Morgan.
- Amy Farrington como Andrea Cloud.
- Jeffrey Nordling como Sebastian Swift.
- Colton Tran como Mike Lam.

### Doblaje al español
| Personaje                        | Actor de doblaje (Hispanoamérica)          | Actor de doblaje (España)                  |
| -------------------------------- | ------------------------------------------ | ------------------------------------------ |
| Kayla Morgan                     | Camila Díaz Fraga                          | María Blanco                               |
| Will Cloud                       | Alejandro Orozco                           | Adrián Viador                              |
| Nick Swift                       | Pablo Meneses                              | Fernando Cabrera                           |
| Skye Sailor                      | Natalia Bernodat                           | Silvia Sarmentera                          |
| Andrea Cloud                     | Angelica Vargas                            | Inma Gallego                               |
| Richard Morgan                   | Leto Dugatkin                              | Fernando De Luis                           |
| Dink                             | Demián Velazco Rochwerger                  | Sergio Sánchez Quiñones                    |
| Sam                              | Cesar Garduza                              | Jesús Barreda                              |
| Burke Brighton                   | José Antonio Toledano                      | Ricardo Escobar                            |
| Mike Lamb                        | TBA                                        | Jesús Alberto Pinillos                     |
| Pia                              | Malena Duchovny                            | Sara Heras                                 |
| Sebastian Swift                  | Alfredo Gabriel Basurto                    | Juan Antonio Arroyo                        |
| Marshall                         | Tian Brass                                 | Nacho Aramburu                             |
| Créditos Técnicos                |                                            |                                            |
| Estudio de Doblaje               | Diseño en Audio S.A. de C.V.               | SDI Media (Madrid, Barcelona, Santiago)    |
| Estudio de Doblaje               | Media Pro Com                              | SDI Media (Madrid, Barcelona, Santiago)    |
| Director de Doblaje              | Alejandro Outeyral                         | Roberto Cuenca Rodríguez Jr.               |
| Traductor                        | Lorena Palacios                            | TBA                                        |
| Adaptador                        | Lorena Palacios                            | Roberto Cuenca Rodríguez Jr.               |
| Gerente Creativo                 | TBA                                        | TBA                                        |
| Director Creativo                | Raúl Aldana                                | TBA                                        |
| Doblaje al español producido por | Disney Character Voices International Inc. | Disney Character Voices International Inc. |

## Estrenos Internacionales
| País / Región | Canal                                   | Estreno               | Título                  | Fuente(s)     |
| --- | --------------------------------------- | --------------------- | ----------------------- | ------------- |
| Estados Unidos | Disney Channel                          | 17 de enero de 2014   | Cloud 9                 | [ 1 ]         |
| Canadá | Family Channel                          | 17 de enero de 2014   | Cloud 9                 | [ 2 ]         |
| Israel | Disney Channel (Israel)                 | 20 de febrero de 2014 | קלאוד 9                 | [ 3 ]         |
| Irlanda Reino Unido | Disney Channel (Reino Unido e Irlanda)  | 28 de febrero de 2014 | Cloud 9                 | [ 4 ]         |
| Rusia | Disney Channel (Rusia)                  | 1 de marzo de 2014    | Трамплин надежды        | [ 5 ]         |
| Italia | Disney Channel (Italia)                 | 8 de marzo de 2014    | Cloud 9                 | [ 6 ]         |
| República Checa | Disney Channel (República Checa)        | 15 de marzo de 2014   | Cloud 9                 | [ 7 ]         |
| Hungría | Disney Channel (Hungría)                | 15 de marzo de 2014   | Cloud 9                 | [ 7 ]         |
| Rumania | Disney Channel (Rumania)                | 15 de marzo de 2014   | Cloud 9                 | [ 8 ]         |
| Polonia | Disney Channel (Polonia)                | 15 de marzo de 2014   | Cloud 9                 | [ 9 ]         |
| Singapur | Disney Channel (Singapur)               | 23 de marzo de 2014   | Cloud 9                 | [ 10 ]        |
| Dinamarca · Finlandia · Noruega · Suecia | Disney Channel (Escandinavia)           | 11 de abril de 2014   | Cloud 9                 | [ 11 ]        |
| España | Disney Channel (España)                 | 11 de abril de 2014   | Cloud 9                 | [ 12 ]        |
| Bélgica | Disney Channel (Países Bajos y Bélgica) | 11 de abril de 2014   | De Ultieme Sprong       | [ 13 ]        |
| Países Bajos | Disney Channel (Países Bajos y Bélgica) | 12 de abril de 2014   | De Ultieme Sprong       | [ 14 ]        |
| Portugal | Disney Channel (Portugal)               | 12 de abril de 2014   | Cloud 9                 | [ 15 ]        |
| Francia | Disney Channel (Francia)                | 22 de abril de 2014   | Cloud 9 l'ultime figure | [ 16 ]        |
| Costa Rica · Argentina · Bolivia · Chile · Colombia · Ecuador · Guatemala · Honduras · Panamá · Paraguay · Perú · México · República Dominicana · Uruguay · Venezuela | Disney Channel Latinoamérica            | 11 de mayo de 2014    | Cloud 9                 | [ 17 ] [ 18 ] |
| Brasil | Disney Channel Brasil                   | 11 de mayo de 2014    | Cloud 9: Desafio Final  | [ 17 ] [ 18 ] |